# Ernst Schwarcz
Ernst Schwarcz, född 1923 i Wien, död 2008 i Wien. 
Han kom 1939 som flykting till Sverige. Där upptäckte han fredstanken och tog del i Internationelle Arbetslags förberedelsekurser för den materiella och ideella återuppbyggnaden i efterkrigets Tyskland. Han återvände 1946 till Wien och har där tagit del av olika fredsaktiviteter. I de följande 40 åren har han som förläggare gett ut ett större antal fredsböcker.